# Партия японского возрождения
Общество возрождения Японии (яп. 日本維新の会 Ниппон исин но кай) — правая политическая партия Японии. Образована 12 сентября 2012 года из «Общества возрождения Осаки», региональной партии префектуры Осака. Руководителями «Общества» на тот момент были мэр города Осака Тору Хасимото и губернатор префектуры Осака Итиро Мацуи. 17 ноября 2012 года «Общество возрождения» слилось с правой «Партией восхода солнца», которой руководили бывший губернатор Токио Синтаро Исихара и политик Такэо Хиранума. После объединения Исихара стал руководителем партии, Хасимото — его заместителем. На парламентских выборах 2012 года новообразованная партия получила 54 места в нижней палате и 3 в верхней. В августе 2014 группа во главе с Исихарой вышла из партии и создала Партию будущих поколений. В сентябре 2014 года партия объединилась с Партией единства в Партию инноваций.